# Helmut Schütz (General)
Helmut Schütz (* 25. Dezember 1956 in Amberg) ist ein deutscher Generalleutnant der Luftwaffe der Bundeswehr außer Dienst. Er war in letzter Verwendung von 24. September 2015 bis 1. April 2021 der Kommandierende General des Luftwaffentruppenkommandos.

## Militärische Laufbahn
Helmut Schütz trat 1975 in die Luftwaffe als Offizieranwärter ein. Seine Grundausbildung absolvierte er im Luftwaffenausbildungsregiment 3 in Roth bei Nürnberg, danach nahm er von 1975 bis 1976 am Offizierslehrgang an der Offizierschule der Luftwaffe in Fürstenfeldbruck teil. Es folgte ein Studium der Elektrotechnik an der Universität der Bundeswehr in München, das er als Diplomingenieur abschloss. Von 1981 bis 1983 durchlief er die Ausbildung zum Strahlflugzeugführer in Wichita Falls in Texas und die Waffensystemausbildung auf der Lockheed F-104 „Starfighter“ in Phoenix, Arizona. Danach wurde Schütz zum Jagdbombergeschwader 32 nach Lechfeld versetzt. Bis 1987 flog er dort die F-104 und später das Muster Panavia Tornado. 1987 wurde er Einsatzstabsoffizier und verantwortete damit den Flugbetrieb einer fliegenden Staffel. Von 1988 bis 1990 war er Staffelkapitän beim Jagdbombergeschwader 33 in Büchel, bevor er den Lehrgang Generalstabsdienst an der Führungsakademie der Bundeswehr absolvierte.
Im Anschluss wurde Schütz weiter in Hamburg als Dozent für Luftkriegführung und Tutor an der Führungsakademie eingesetzt, ab 1993 dann nach Kalkar als Planungsstabsoffizier Reaction Forces Air Staff der NATO versetzt. Von 1995 bis 1997 war er Kommandeur der Fliegende Gruppe des Jagdbombergeschwaders 31 in Nörvenich, 1997 bis 1998 Referent für NATO, EU und Streitkräfteplanung im Führungsstab der Luftwaffe im Bundesverteidigungsministerium in Bonn und 1998 bis 1999 Adjutant des Stellvertretenden Generalinspekteurs und Inspekteur der Zentralen Militärischen Dienststellen der Bundeswehr.
2000 übernahm er den Posten des Kommodore beim Jagdbombergeschwader 33. Danach wechselte Schütz nach Brüssel als Referatsleiter Nuclear Policy & Proliferation bei der deutschen NATO-Vertretung. 2004 bis 2006 schloss sich eine Verwendung als Abteilungsleiter für Planung im Kommando Operative Führung Luftstreitkräfte in Kalkar an, danach der Posten des Bereichsleiters für Operationen im Luftwaffenführungskommando in Köln-Wahn. Von 2008 bis 2010 war er persönlicher Referent und Büroleiter des parlamentarischen Staatssekretärs und späteren Landwirtschaftsministers Christian Schmidt in Berlin.
2010 bis 2013 war er Chef des Stabes des Luftwaffenführungskommandos und wurde 2013 Stellvertretender Kommandeur des Kommando Einsatzverbände Luftwaffe und Kommandeur Fliegende Verbände beim Kommando Einsatzverbände Luftwaffe, vom 1. Juli bis 24. September 2015 im Luftwaffentruppenkommando. Von 24. September 2015 bis 1. April 2021 führte Schütz das Luftwaffentruppenkommando. Dieses übergab er an Generalmajor Günter Katz und trat nach 46 Dienstjahren in den Ruhestand.

## Auszeichnungen
- Ehrenkreuz der Bundeswehr in Gold
- Einsatzmedaille IFOR